# Allocosa nanahuensis
Allocosa nanahuensis är en spindelart som först beskrevs av Badcock 1932.  Allocosa nanahuensis ingår i släktet Allocosa och familjen vargspindlar.
Artens utbredningsområde är Paraguay. Inga underarter finns listade i Catalogue of Life.